# خورخي غراو (لاعب رماية)
خورخي غراو هو لاعب رماية كوبي، ولد في 15 فبراير 1987.

## وصلات خارجية
- خورخي غراو على موقع الاتحاد الدولي (الإنجليزية)
- خورخي غراو على موقع أوليمبيديا (الإنجليزية)